# Marie-Louise Gagneur
Marie-Louise Gagneur, född Mignerot den 25 mars 1832 i Domblans, död den 17 februari 1902 i Paris, var en fransk författare.
Marie-Louise Gagneur utgav en mängd i socialistisk och antiklerikal anda hållna romaner, bland vilka märks Une expiation (1859), Une femme hors ligne (1861), Un drame électoral (1863), La croisade noire (1864), Le calvaire des femmes (1867; svensk översättning "Qvinnornas martyrskap", 1868), Les réprouvés (samma år), Les forçats de mariage (1869), Les crimes de l'amour (1874), Les droits du mari (1876) och Une dévote fin de siècle (1891).